# Rottenführer

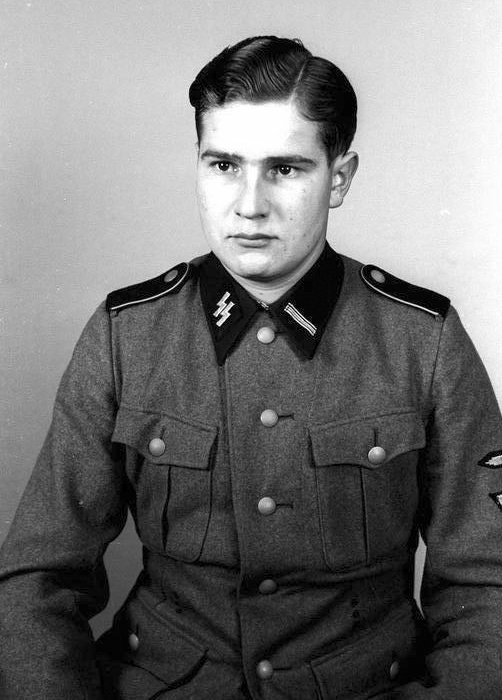
Un SS-Rottenführer sirviendo en el campo de concentración de Mauthausen-Gusen.

Rottenführer (en español: Líder de Sección) fue un rango militar que se creó por primera vez en el año 1932. El rango de Rottenführer fue utilizado por varios grupos militares nacionalsocialistas vinculados al Partido Nazi, entre ellos las Sturmabteilung (SA), las Schutzstaffel (SS) y fue un grado superior al de Sturmmann.
La insignia de Rottenführer consistía en dos franjas plateadas dobles en el parche de cuello izquierdo. En los uniformes grises de campaña de las SS, también se usaron los galones de manga de un Obergefreiter (cabo 1°).

## Creación

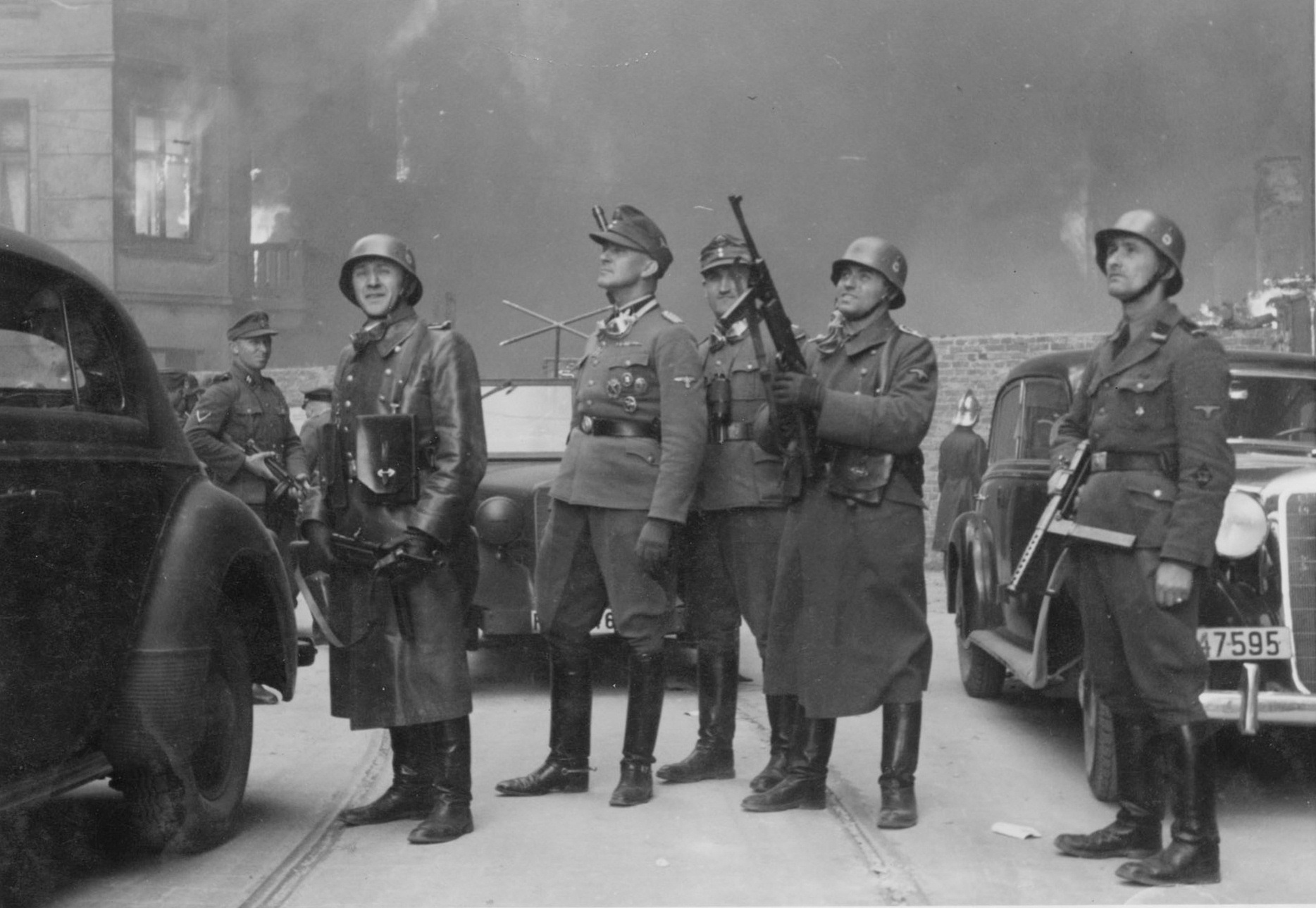
Fotografía tomada durante el levantamiento del gueto de Varsovia de 1943. El SS-Rottenführer (y también SD) a la derecha es Josef Blösche.

Rottenführer se estableció por primera vez en 1932 como rango de las SA debido a la expansión de la organización que requería un mayor número de puestos. Dado que los primeros rangos de las SS eran idénticos a los de las SA, Rottenführer se convirtió en un rango de las SS al mismo tiempo.
Rottenführer fue la primera posición de las SS y las SA en tener el mando de otras tropas militares. Ellos ordenaban a un rotte (en español: equipo, igual a un escuadrón o sección) por lo general no más de cinco a siete personas. Un Rottenführer, a su vez, respondía ante un Scharführer.
Después de 1934, una reestructuración de los rangos de las SS convirtió al Rottenführer en el nuevo rango de SS-Unterscharführer, aunque en las SA el rango continuó clasificándose inmediatamente por debajo del de Scharführer.

## Usos
Dentro de las Waffen-SS, Rottenführer fue considerado equivalente a un Obergefreiter (cabo 1°) en el Heer (Wehrmacht) alemán. Mientras tenía el mando de algunas tropas, un Rottenführer en las Waffen-SS no se consideraba un rango de suboficial.
Los aspirantes a ascender por encima de Rottenführer debían aprobar una evaluación de promoción y evaluación de habilidades de combate, tiempo durante el cual el Rottenführer fue conocido por el título Unterführer-Anwärter (en español: candidato líder menor). Un Rottenführer de las Waffen-SS también tenía la opción de obtener el ascenso a oficial a través de su nombramiento como SS-Junker (cadete).
Rottenführer también era un rango de las Juventudes Hitlerianas donde la posición era considerada un título de líder de escuadrón menor. Un rango de Oberrottenführer también existió en las Juventudes Hitlerianas.

## Insignia

Hombrera (all other enlisted ranks OR-1 to OR-3 of the Waffen-SS)
Hombrera de las HJ
Hombrera de un Oberrottenführer de las HJ
Parche de cuello del NSFK
Parche de cuello del NSKK
Parche de cuello de las SA
Parche de cuello de las SS
Insignia de la manga de las SS